# Frank Wigglesworth Clarke

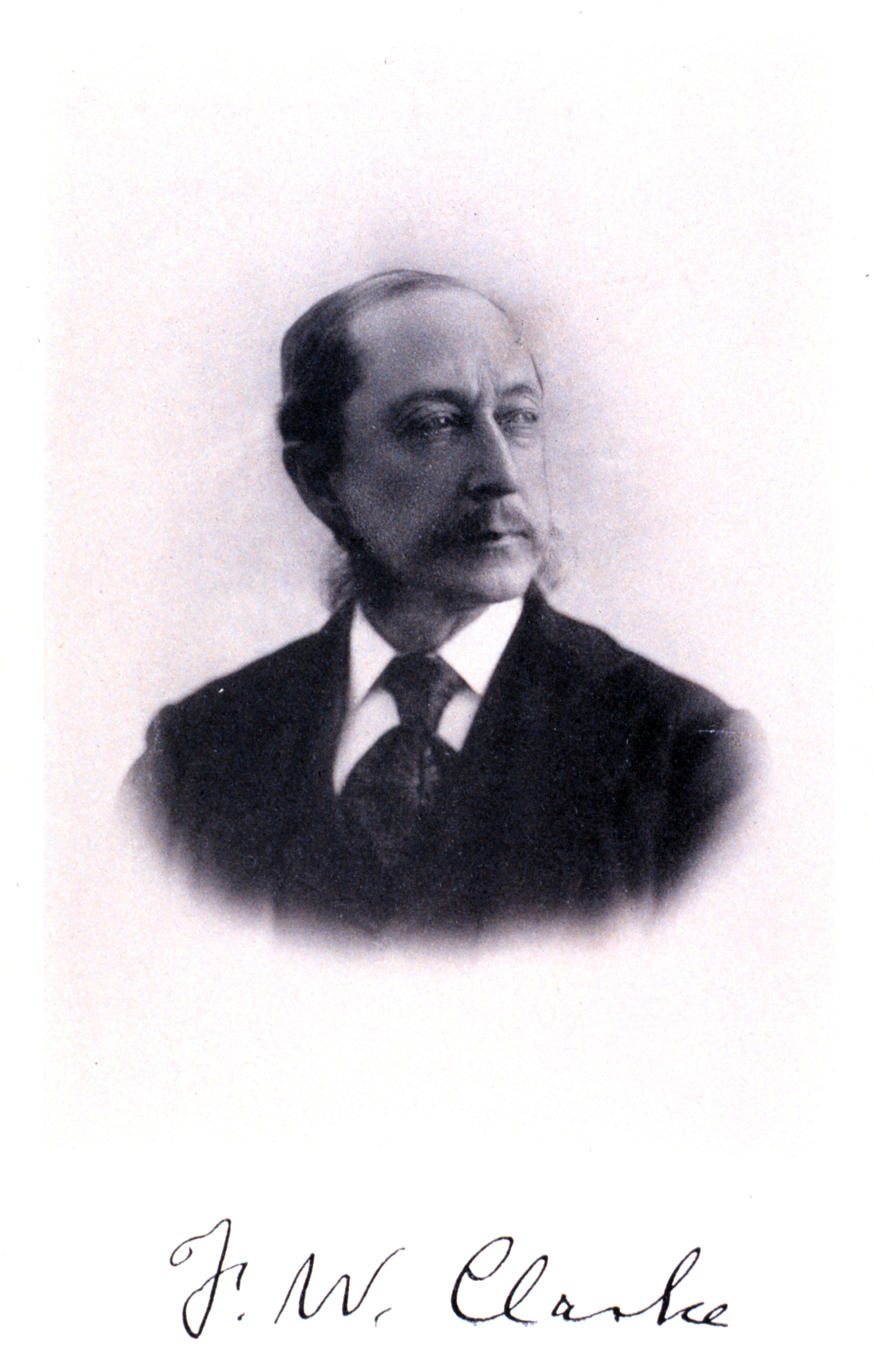
F.W. Clarke

Frank Wigglesworth Clarke (Boston, Estados Unidos, 19 de março de 1847 – 23 de maio de 1931) foi um geólogo e químico dos Estados Unidos. Por vezes chamado "Pai da Geoquímica", é-lhe atribuída a determinação da composição da crusta terrestre. Foi um dos fundadores da American Chemical Society da qual foi presidente em 1901.
O mineral clarkeíte foi nomeado em sua homenagem.